# 黒猫 (ボーカリスト)
黒猫（くろねこ、7月16日 - ）は、日本の女性歌手。「妖怪ヘヴィメタル」バンド、陰陽座のボーカリスト。大阪府出身。身長157cm。血液型はA型。

## 経歴
女性2人組ユニット「LORELEI」での活動を経て、瞬火がギタリストとして所属していたバンド「空想科学病人-紙とメモ紙-」（リーダーは瞬火ではなく、音楽的な方向性やコンセプトは陰陽座とは全く無関係）に加入し、それをきっかけに意気投合した瞬火と陰陽座を結成。1999年に活動を開始する。その後、一時プログレッシブロックバンド浪漫座本館に参加し、現在に至る。

## 特徴
広い声域と豊かなヴィブラートを誇る。日本のボーカリストでは、岩崎宏美や浜田麻里と比較されることが多い。
歌唱技術は独学で身につけたものである。
感情表現にも秀でており、ゆりかごから墓場までというキャッチフレーズが付いている。ライヴでは「魂を抱きしめるヴォーカル」と紹介される。
ソングライターとしては、4thアルバム『鳳翼麟瞳』に収録されている「星の宿り」に代表されるような、バラード調の曲を作詞・作曲することが多い。また、時折激しい曲を手がけることもある。2006年11月現在、黒猫作曲の激しい曲は1st『鬼哭転生』収録の「陰陽師」、6th『臥龍點睛』収録の「蛟龍の巫女」の2曲であり、両方とも陰陽座にしては比較的珍しいパワーメタル的な曲である。
作詞にも定評があり、4th『鳳翼麟瞳』収録の「面影」、6th『臥龍點睛』収録の「月花」は何れも黒猫による歌詞である。叙情的で美しい表現を用い、瞬火とは違う角度からの世界観を生み出している。また、作詞の際にはタイトルを先に付けないとの事。「蛟龍の巫女」が瞬火作詞なのは瞬火が黒猫の曲を聴き、先にタイトルを言ってしまった為である。
ライブでは殆どアドリブやフェイクを交えず、音源同様に安定した歌唱をこなす。歌唱の際に左手を斜めに振り下ろして胸に手を当てるアクションを多用する。また瞬火のパートやインストパートにおいて終始舞い踊るようなステージアクションを見せ、扇子を用いた振付を行う等、曲に合わせ演劇的なパフォーマンスを披露する。
MCでの語り口は「歌のお姉さん」風で、主に進行役を行っている。
「ほんとにほんとに」「ばいにゃらー」（ライブ終盤）など、定番のフレーズもある。

## 影響
影響を受けたヴォーカリストとしてロニー・ジェイムス・ディオを挙げている。レインボーの『オン・ステージ』を聴いたのが出会いだったといい、それ以来変わらぬ目標として存在していると語っている。ハートなどのハードロックも好きだという。
ほかには宮沢賢治とベクシンスキからの影響を語っている。宮沢賢治の作品の中では、特に『銀河鉄道の夜』をルーツとしてあげており、自身の死生観に影響を与えた作品だと述べている。『春と修羅』などの詩作における語彙や、彼の作品の世界観が作詞面での影響源の一つとなっているという。また、画面から死が横溢しているようなベクシンスキの作品には、「根源的に抗えないものがある」と感じたとのことである。

## 使用機材
- SHURE KSM9
- NEUMANN U47 Tube(レコーディング)[6]